# Miguel Calmon du Pin e Almeida (desembargador)
Miguel Calmon du Pin e Almeida (Santo Amaro da Purificação, 19 de abril de 1843 — Porto Alegre, 30 de outubro de 1886) foi um jurista e político brasileiro.

## Biografia
Filho do tenente-coronel Bernardo Calmon du Pin e Almeida e de Maria Francisca de Araújo Magalhães. Nasceu no Engenho Santo Antônio dos Calmon, em Santo Amaro. Aos oito anos ficou órfão do pai, sendo então enviado para o Rio de Janeiro, a fim de ser criado pelo tio, que lhe emprestou o mesmo nome, o marquês de Abrantes.
Era já o Marquês figura de renome, no Brasil e em Portugal - considerado o estadista de dois continentes. No Rio de Janeiro concluiu o curso básico, então chamado de humanidades, seguindo então para São Paulo, onde cursou direito na Faculdade do Largo de São Francisco.
Formou-se em 1863 e no ano seguinte foi nomeado promotor de justiça em Cabo Frio, cargo que exerceu por pouco tempo, sendo nomeado juiz de Paraíba do Sul. Depois de algum tempo neste cargo, retornou à cidade natal, onde exerceu a advocacia até 1869, quando voltou à magistratura na Bahia.
Em 1871 experimentou a política, elegendo-se deputado provincial, mas não concluiu o mandato, sendo nomeado chefe de polícia no Maranhão. Tão destacada foi sua atuação neste posto que o Imperador Dom Pedro II o nomeou, em 1876, chefe de polícia da corte.
Em 1882 voltou novamente à toga, como juiz em Guaratinguetá, ocasião em que recebeu a honraria de "veador de Sua Majestade a Imperatriz" (certo cargo que existia na corte brasileira). Dois anos depois foi juiz no Rio de Janeiro e, posteriormente, desembargador.
Em 1885 ocupou a presidência da Província do Ceará e, no ano seguinte, a da Província do Rio Grande do Sul.
Sua saúde não resistiu a tantas mudanças, falecendo no mesmo mês em que assumiu a nova incumbência. Chefiava a guarnição militar Deodoro da Fonseca daquela província.